# Kosmač M. i V.
Kosmač M. i V. este o arie protejată (sit de importanță comunitară — SCI) din Croația întinsă pe o suprafață de 16,07 ha, integral marine.

## Localizare
Centrul sitului Kosmač M. i V. este situat la coordonatele 43°28′26″N 16°02′24″E / 43.474°N 16.04°E.

## Înființare
Situl Kosmač M. i V. a fost declarat sit de importanță comunitară în iulie 2013 pentru a proteja un număr necunoscut de specii din flora spontană și fauna sălbatică aflate în arealul zonei.

## Biodiversitate
Situată în ecoregiunea marină mediteraneană, aria protejată conține 2 habitate naturale: Recifuri, Straturi cu Posidonia (Posidonion oceanicae).
La baza desemnării sitului se află un număr nedeclarat de specii protejate.